# Rolf Tarrach
Rolf Tarrach Siegel, né le 24 février 1948 à Valence (Espagne), est un physicien espagnol, professeur d'université.

## Biographie
À l’occasion des élections européennes de 2019, Rolf Tarrach se présente comme candidat sur la liste du mouvement paneuropéen Volt Luxembourg.

## Récompenses et distinctions
- 2017 : docteur honoris causa de l'université de Liège[2]